# Skara (gemeente)
Skara is een Zweedse gemeente in Västergötland. De gemeente behoort tot de provincie Västra Götalands län. Ze heeft een totale oppervlakte van 450,2 km² en telde 18.507 inwoners in 2004.

## Plaatsen
- Skara (stad)
- Axvall
- Ardala
- Varnhem
- Eggby